# 拉扎姆别克·扎马洛夫
拉扎姆别克·萨兰别科维奇·扎马洛夫（俄语：Разамбек Саламбекович Жамалов，1998年7月1日—），俄罗斯、乌兹别克斯坦男子摔跤运动员，2019年世界U23摔跤锦标赛男子自由式74公斤级金牌得主、2024年夏季奥林匹克运动会男子自由式74公斤级金牌得主。